# Mega (chilensk TV-kanal)
Mega (Red Televisiva Megavisión) är en chilensk TV-kanal, som ägs av Grupo Bethia och Discovery, Inc. Den har sitt huvudkontor i Santiago.